# Smogóry (przystanek kolejowy)
Smogóry – przystanek kolejowy w Smogórach, w województwie lubuskim, w Polsce.